# Fülöp (Szlovákia)
Fülöp (szlovákul: Filipovo) Benesháza településrésze Szlovákiában, a Besztercebányai kerületben, a Breznóbányai járásban.

## Fekvése
Breznóbányától 11 km-re északkeletre, a Garam bal partján, Benesháza központjától 2 km-re nyugatra fekszik.

## Története
A 18. század végén Vályi András így ír róla: „FILIPO. Elegyes tót falu Zólyom Vármegyében, földes Ura a’ Bányászi Királyi Kamara, lakosai katolikusok, fekszik Benyustol nem meszsze, határja középszerű.”
Fényes Elek 1851-ben kiadott geográfiai szótárában így ír a faluról: „Filippo, puszta, Zolyom vmegyében, a Garan bal partján, 127 kath. lak. Breznóbányához 1 óra.”
A trianoni diktátumig Zólyom vármegye Breznóbányai járásához tartozott.

## Külső hivatkozások
- Fülöp Szlovákia térképén

## Lásd még
- Benesháza
- Gáspárd